# Белокрылая синица
Белокрылая синица (лат. Machlolophus nuchalis, ранее Parus nuchalis) — вид птиц семейства синицевых. Эндемик Индии, где существуют две изолированные популяции на северо-западе и юге страны. Обычная среда обитания — тропическое сухое кустарниковое редколесье, на юге также сухие листопадные леса. Редкая птица, определяемая Международным союзом охраны природы как уязвимый вид.

## Систематика
Вид описан Т. Джердоном в издании The Madras Journal of Literature and Science как Parus nuchalis. На основании сходной морфологии белокрылая синица долгое время считалась членом общего надвида с обитающей в Гималаях и горных районах западного Китая зеленоспинной синицей, однако молекулярных исследований этого вида не проводилось. В середине 1990-х годов белокрылая и зеленоспинная синицы вместе с рядом других евразийских видов были включены в номинативный подрод Parus, в то время как африканские синицы выделены в подрод Melaniparus (впоследствии самостоятельный род). В 2013 году в рамках пересмотра видового состава семейства синицевых на основе молекулярного анализа белокрылая синица вместе с тайваньской, индийской и королевской была выделена в новый род Machlolophus.

## Внешний вид и голос
Общая длина тела 12 см. Длина крыла 6,5 см, хвоста 5 см, цевки 1,7 см, клюва 1,1 см.
Окрас чёрно-белый, контрастный. Верхняя часть тела чёрная, включая спину, кроющие перья крыльев, уздечку, а также горло, подбородок, центр груди и широкую продольную полосу на животе. Щёки, перья вокруг ушных отверстий, большое пятно на затылке белые. Остальное оперение нижней части тела также белое либо кремовое, с желтоватым оттенком на груди и боках. Кроющие перья подхвостья с чёрными отметинами. Маховые перья белые у основания и с узкой прерывистой белой каёмкой на остальном протяжении; у последних вторичных маховых перьев белая оторочка шире, а последние одно-два третичных пера полностью белые. Два внешних хвостовых пера белые, у двух следующих по направлению к центру хвостовых перьев внешняя сторона опахала белая, а внутренняя чёрная; остальные хвостовые перья чёрные. Радужная оболочка глаза тёмно-коричневая, клюв чёрный, ноги свинцово-серые. У самцов в брачном оперении верхняя часть тела приобретает блестящий иссиня-чёрный оттенок, чёрные грудь и полоса на животе также приобретают блеск, но менее выраженный; у самок блестящая только голова, остальная верхняя часть тела, грудь и полоса на животе цве́та сажи. У молодых особей блеск в оперении отсутствует, белого цвета в целом меньше, в том числе меньшую площадь занимает белое затылочное пятно.
Песня — тонкое высокое tiu-sut-sut-sut. Голосовые сигналы включают также ti-pee-pee-pee (в другой передаче teep whee whee whee whee), громкое whew whew whew wew whew, лающее tchrrr, мягкое pit, резкое tink и тонкое tip-it.

## Образ жизни
Белокрылая синица — обитатель сухих тропических кустарниковых редколесий, в особенности с преобладанием акаций, на высотах до 750 м над уровнем моря. В засушливые годы может встречаться на возделанных землях (в садах и на полях) и вдоль поросших деревьями речных русел. Южная популяция населяет также сухие листопадные леса с преобладанием деревьев вида Albizia amara.
Обычно встречается парами или небольшими семейными стаями, кормится в кронах деревьев и кустарников. Рацион включает насекомых и плоды, в частности таких видов как Maytenus emarginatus, Commiphora roxburghi и Capparis decidua (в последних двух случаях непонятно, привлекают птиц сами плоды или живущие в них насекомые), а также соцветия бутеи односемянной.
Выводит птенцов в сезон муссонов, с мая по август. Для размножения использует древесные дупла, в связи с чем ограничена лесами с достаточным количеством старых или умирающих деревьев. В районах колючих кустарников, где испытывается нехватка стволов с дуплами, вьёт гнёзда на ветвях босвеллии пильчатой.

## Распространение и охранный статус
Известны две изолированные популяции белокрылой синицы — на северо-западе и юге Индии. В северо-западной части страны встречается в южном Раджастане, Каче и северном Гуджарате; на юге ареал охватывает Восточные Гаты в южном Андхра-Прадеше, северном Тамилнаде и Карнатаке. Сообщения о встречах с белокрылой синицей в округе Ваянад (штат Керала) скорее всего ошибочны. Южная популяция в начале XXI века, по-видимому, очень мала и птицы встречаются редко. На севере представителей вида больше, но популяция, вероятно, раздроблена на ряд мелких.
Общая численность вида невелика и, по оценкам Международного союза охраны природы, быстро уменьшается из-за исчезновения основной среды обитания — тропических сухих колючих кустарников. Это происходит в результате человеческой деятельности (расчистка под сельскохозяйственные угодья и ветряные электростанции, вырубка на дрова, уголь и промышленную древесину), а также из-за распространения инвазивных растений рода Прозопис, вытесняющих коренную растительность. В силу этих обстоятельств и наблюдаемого дробления на мелкие изолированные популяции белокрылая синица рассматривается как уязвимый вид.